# 埃米利夫卡 (戈洛瓦尼夫西克區)
48°22′37″N 30°36′18″E / 48.37694°N 30.60500°E
埃米利夫卡（烏克蘭語：Ємилівка），是烏克蘭中部的村莊，隸屬基洛夫格勒州的霍洛瓦尼夫斯克區。該村面積1.09平方公里，海拔高度168米，2001年人口833，人口密度每平方公里762人。